# مارسيلو أوخيدا
مارسيلو أوخيدا (بالإسبانية: Marcelo Ojeda)‏ هو لاعب كرة قدم أرجنتيني في مركز حراسة المرمى، ولد في 8 ديسمبر 1968 في أفيانيدا في الأرجنتين. شارك مع منتخب الأرجنتين لكرة القدم. أما مع النوادي، فقد لعب مع أرجنتينوس جونيورز وإستوديانتيس دي لا بلاتا وديفنسا خوستيكا ونادي تينيريفي ونادي لانوس.

## وصلات خارجية
- مارسيلو أوخيدا على موقع قاعدة بيانات كرة القدم.إي يو (الإنجليزية)
- مارسيلو أوخيدا على موقع ناشيونال فوتبول تيمز (الإنجليزية)